# Thanarin Thumsen
Thanarin Thumsen (thailändisch ธนริน ทุมเสน; * 11. Januar 2002) ist ein thailändischer Fußballspieler.

## Karriere
Thanarin Thumsen erlernte das Fußballspielen in der Jugendmannschaft von Bangkok United. Hier unterschrieb er am 1. Januar 2022 auch seinen ersten Profivertrag. Der Verein aus der Hauptstadt Bangkok spielte in der ersten Liga, der Thai League. Bis Saisonende kam er jedoch nicht zum Einsatz. Im August 2022 wechselte er auf Leihbasis zum Drittligisten Samut Prakan FC. Mit dem Verein aus Samut Prakan spielte er 14-mal in der Bangkok Metropolitan Region der Liga. Im Mai 2023 kehrte er nach Bangkok zurück. Anfang August 2023 wechselte er ebenfalls auf Leihbasis zum Zweitligisten Customs United FC. Sein Zweitligadebüt gab Thumsen am 13. August 2023 (1. Spieltag) im Heimspiel gegen den Chiangmai United FC. Bei der 1:3-Heimniederlage wurde er in der 46. Minute für Phanuwat Jinta eingewechselt.